# 哔哩哔哩相关争议
本页列出了bilibili自建站以来所发生的一系列争议事件。

## 动漫相关争议

### “真当自己大小姐”事件
2012年10月份，B站管理方对资源添加规则进行变更，一名UP主不满动画番剧更新权被夺。双方在一番理论之后，谈判陷入破裂，该up主清空所有上传资源，而徐逸方面则表示“好，那以后就别来了。真当自己大小姐？！”由于徐逸的强硬态度，不少UP主页也纷纷清空退站。不久徐逸也宣布道歉。

### bilibili广告门事件
2016年5月23日，有网友发现在bilibili观看《火影忍者》等5部新番动画时，视频开头均出现了一段为15秒的贴片广告。而早在2014年10月bilibili就曾对用户作出承诺：B站上的正版新番，永远不会出现视频贴片广告。在2016年5月23日有人在知乎提问“如何看待B站曾承诺永远不加广告现在却在加了贴片广告的行为？”。25日，bilibili董事长陈睿在知乎上回答，称：“广告是版权方强制要求，虽然多方交涉以其他形式代替广告，但版权方仍然拒绝。起初的广告并非商业广告，是可拖动进度条的bilibili吉祥物22、33的表情包广告，后有人向版权方反映，这才换上真正的商业广告。”并表示：如果用户不喜欢这种方式，B站宁可不上架此动漫。随后bilibili官方对这次的广告事件作出了答复。

### 中国动画区命名争议
2017年3月，哔哩哔哩发起一个投票，目的是为一个与中国动画相关的新区命名，新区名称通过“国漫”、“国动”、“华漫”等候选名称中选出。根据网站统计，一共有18万用户参与这次投票，超过75%的用户把票投给了“国漫”，网站官方两天后通过微信公众号公布了这一票选结果，同时宣布新分区的名称定为“国漫”，但该命名引起部分漫画创作者的争议，他们认为该专区内容以动画为主，“漫”字会对用户有误导。最终的讨论结果是用“国创”代替“国漫”。

## 拜年祭相关争议

### “98亿手办”事件
2017年“bilibili拜年祭”期间，bilibili官方在淘宝网对一款编号为“2233”的限定手办进行拍卖。根据淘宝网显示的结果，最终手办以人民币9,876,547,210.33元的“天价”被一名ID为“三日月菌”的买家购得（其后流拍）。2017年1月24日，bilibili官方发表声明称有多人涉嫌恶意扰乱竞拍秩序。

### 2017年除夕夜遭到攻击
2017年1月27日除夕夜，网站受到大面积外部攻击，后台审核和节操值系统沦陷，导致网友被扣光“节操值”，无法发送弹幕和评论。翌日凌晨3时，所有受影响的账户已恢复。据指，此番攻击或是报复上级强制加班的员工所为。不过，董事长陈睿表示这次攻击有计划，已经取证报案，“内部员工”发动攻击的故事是事先准备好的剧本。

## ID封禁

### 科里斯事件
2018年3月11日，一位魔兽老玩家以“心痛不已愤怒不已的妈妈”为题发表帖子，控诉了B站的一位用户（id：科里斯）不断引诱自己的10岁女儿做各种不良的事情，引诱自己的女儿做一些违反身心健康的事情，并且还要女儿养他。事后，该母亲找到了“科里斯”，但得到的解释就是玩玩而已，并且将二者的对话发到了B站，还教唆女儿离家出走。之后，该母亲也在B站发了动态，选择了报警保护自己的女儿。最后“科里斯”道歉。
2018年3月12日，哔哩哔哩做出了官方回应称在第一时间对用户“科里斯”的账号进行了永久封禁，表示会在团中央权益部的指导下，设立青少年维权站。

### 锡兰Ceylan事件
2018年8月24日，B站up主锡兰Ceylan被永久封禁并被下架所有视频。

### 「炼铜」（恋童）事件
2018年12月6日，B站发布公告，称已经啟動未成年人保護機制，决定移交公安机关並要求B站UP主吴织亚切大忽悠暫停直播服務。次日，B站发布《关于规范“主播吴织亚切大忽悠事件”相关言论、信息发布的公告》，以“当年的当事人已被网络舆论波及，个人隐私受到侵犯”为由，陆续清除了部份用户的相关评论，并限制用户仅可在该公告下的评论区进行讨论。1月21日，站方封禁了吴织亚切大忽悠的B站账号与直播间并取消该主播在B站的所有“历史荣誉”。。

### 薅羊毛事件
2019年11月6日，淘宝一水果店铺“果小云”误将26元4500克的水果误写成4500斤，随后B站UP主“路人A-”带领1万粉丝下了10万多个订单，导致该店铺亏损700多万元，不久淘宝官方微博宣布已临时保护该店铺，次日，哔哩哔哩发布声明，称“路人A-”的行为对社会造成了恶劣影响，并在事后主动联系“路人A-”，其承认了错误，哔哩哔哩同时将其账号封禁。

### 蒙古上单冲塔事件
2020年《后浪》发布后，一位昵称名为“蒙古上单”的Bilibili用户在陈睿发表的评论的回复区中辱骂陈睿（原文 蒙古上单：“你 妈什么时候死啊”），后被Bilibili站方封禁一段时间。目前此用户已改名，“蒙古上单”昵称被抢注。

### Lex事件
2021年2月，B站知名UP主LexBurner被指在直播间内对作品《无职转生》的评论及自身言论不当，其平时的一些争议言论也引发了网友的批评。B站随即宣布对“Lexburner”的账号实施封禁并将以违反合约为由对其起诉并追究法律责任，并剥夺了其“百大UP主”“杰出UP主”等荣誉。但相关帐户现已恢复正常。

### 华为直播间封禁事件
2021年6月2日晚间，华为旗下多个账号（包括“华为”“华为终端”等）的直播间被封禁一周，彼时华为正在召开鸿蒙2.0操作系统线上发布会，但在发布会开始2分钟后，这些账号即遭封禁。其它多个参与发布会转播的非华为官方账号也遭到封禁，甚至连中国官媒新华社的“新华社快看”也没能幸免，迫使新华社启用自家主账号“新华社”进行转播。稍晚后，受波及的账号被解封，但B站官方至今未有解释封禁原因。有网友就大范围封禁一事咨询B站客服，但反被客服威胁。Bilibili封杀华为以及鸿蒙2.0发布一事未能登上微博、百度等平台的热搜，再次引发中国大陆网友对于“资本操纵舆论”的质疑。

## 内容审查

### 视频审核
上传到哔哩哔哩的视频必须经过审核，违规的视频将会被退回或锁定。如果视频只存在部分违规则退回，并要求用户修改后再上传；如果视频整体违规，则会被退回并锁定，即不允许修改。很多视频无法通过审核的原因只会显示为“不适宜内容”，很少会做出具体解释。此外，已通过审核的视频因各类原因被退回的情况也时有发生。目前，哔哩哔哩审核大多使用AI审核，AI会大致评估视频内容，如果无问题就会通过，如果发现有不确定内容将会提交给人工审核再审，这就是有的违规视频也能通过的原因。充电视频的审核比普通视频宽松许多。
另外，在评论区中，如果某条评论下方出现了被判定为违规或疑似违规的回复，平台将视情况部分或全部折叠回复，用户必须点击才能查看完整列表。

### 评论审核
在哔哩哔哩评论区发表评论，如果被阿瓦隆系统判定为违规，将会被吞或者仅自己可见。规则复杂。有用户认为哔哩哔哩在后台给每个用户都进行了AI评定，当某用户发表违规言论过多，该用户就会被划归到特定用户类别，该类别会进行特别审查，几乎任何评论都会被屏蔽。该观点的证据有如新用户可以任意发言，以及发同样的一句话有的用户可以发出来有的用户就会被屏蔽等。

#### 阿瓦隆系统
阿瓦隆系统会将违规用户评论屏蔽，少数会向用户通知违规评论已被移除，而多数情况是将用户的违规评论ShadowBan（仅自己可见），他人账号或游客无法查看。并且无任何通知，让用户以为评论无任何处理，使用户不会后续跟进重新发送。另一种情况，是将用户的违规评论无故删除而不进行通知，即发送后一段时间之后刷新评论区发现评论不见了。该系统认为用户评论开始是正常的，甚至能够收到点赞和回复，一段时间后将评论ShadowBan或无故删除。

#### 评论区戒严
阿瓦隆通常不用AI审查（例如NLP语言模型），因为这极其耗费GPU资源和电力资源，一般评论区用的是例如正则等纯CPU的算法。在某些键政或争议的评论区，才会使用AI，比如up主章北海official的部分评论区。
AI的使用会显著拉长评论的审核时间，不像普通算法那样可以在5秒内完成。AI审查平均耗时约为7分钟，理论上最长不会超过10分钟。
相同内容的评论，在其他普通评论区发送后可在5秒内正常显示；但在该评论区，发送评论后等待30秒检查，仅自己可见。尝试提交申诉时，系统提示“无可申诉评论”。随后每隔1分钟检查一次评论状态，若仍为仅自己可见，则再次提交申诉。大约7–8分钟后，评论会变为公开可见。
当然，不是说开启AI，就不用原来的算法了，是先过一下普通算法，不通过的该怎样还是怎样，通过的再让AI来审查一遍。

### “系统升级”
自从2017年开始，每逢“敏感时期”（例如六四事件纪念日或两会期间），哔哩哔哩同其他中国大陆社交媒体都会以“系统升级”为由关闭部分功能以避免相关信息的传播。例如，2019年6月初，在加大力度回避六四事件30周年的背景下，哔哩哔哩便称“功能升级”，并关闭了弹幕系统数日。2021年6月初，哔哩哔哩以“系统升级”为由关闭字幕制作功能以回避六四事件三十二周年。

### 时政新闻内容管理
2017年2月9日，哔哩哔哩发布了《关于加强对时政类视频内容管理的公告》。公告称，为响应上级有关部门的指示，进一步营造健康有序的网络环境，将根据国家相关法律法规政策，加强对时政类视频内容的管理，即日起暂停个人上传时政类内容；同时，时政类内容将由站内认证的持证新闻机构发布，首批认证机构为：共青团中央、央视纪录、环球时报、环球时报英文北京版、看看新闻SMG、观察者网等官媒或有关的机构。有评论称，哔哩哔哩此次突然暂停个人用户上传时政类视频可能与此前有用户发布了在日华人反APA酒店游行实录，相关视频评论区的激烈骂战引发社会关注有关。

### 境外电视剧全部下架
2017年7月12日晚，哔哩哔哩同AcFun等网站一道将其网站上的日剧、泰剧、英剧、挪威剧等各类境外电视剧全部下架，显示为“视频已失效”。据报有字幕组透露称，其早先已经无法在AcFun正常投稿上传影视剧内容，而之前上传到哔哩哔哩的影视剧作品均被退稿。7月13日，哔哩哔哩在微博上回应称，为维护网站内容的规范性，对网站内的影视剧内容进行审查工作，审查期间部分影视剧可能无法访问，审查结束后，不符合规范的影视剧将被下架处理，符合规范的影视剧将逐步恢复。7月23日，哔哩哔哩董事长陈睿称“国家目前对互联网上的影视内容提出了一些规范性要求”、“我觉得B站的发展已经到了一定的阶段，需要对内容进行一些清查”、“至少还要一两个月，通过审查的内容会陆续上线，没有通过的，就永远不会恢复了”、“在这次清查的过程中，我们也发现一些内容被误伤了，目前已经陆续恢复上线”。

### 下架日本动漫
2018年7月20日，正值国家版权局、中央网信办、工信部、公安部16日在北京联合启动打击网络侵权盗版「剑网2018」专项行动，中央广播电视总台新闻频道在其新闻联播、焦点访谈栏目中报道哔哩哔哩上存在涉及“兄妹恋”的乱伦等“低俗内容”，不少内容直接挂在首页超级推荐栏目。报道发出后，哔哩哔哩迅速将缘之空、噬血狂袭、暗杀教室等日本动漫下架处理，并在公告表示会加强用户举报反馈机制，对工作人员进行问责，全面清查站内内容。

### 扫黄打非
2020年12月，全国“扫黄打非”工作小组办公室官方微信公眾號公佈，2020年以來，「掃黃打非」辦公室舉報中心共接到群眾反映嗶哩嗶哩問題的線索逾五百條。按照轉辦線索，上海市相關部門對嗶哩嗶哩行政立案處罰6次，約談10多次。文章指，近期針對嗶哩嗶哩平台存在的某些內容涉及色情低俗等較敏感問題，全国「掃黃打非」辦公室再次部署上海市「掃黃打非」辦組織查處。12月3日，上海市「掃黃打非」辦聯合市委網信辦、市文旅局對嗶哩嗶哩進行約談，責令其限期整改2周，全面排查違法違規和不良信息，加強視頻、直播內容、漫畫、圖文及相關彈幕和跟評的審核；同時明確要求，在驗收網站整改工作合格前，暫停具有輿論屬性或社會動員能力的新業務新功能的內測或上線。12月21日晚，哔哩哔哩在其官方微博回应称，公司第一时间接受监管部门的批评和指导意见，积极配合，在为期两周的整改期间内组织专项人力排查和处理了相关稿件。

### 公共场所监控视频流传
2022年1月15日前后，大量通过学校、医院等公共场所摄像头获取的监控视频开始在B站中流传，有网民看到后，质疑这些视频来自专门破解公共场所监控的账号，相关帖子引发热议。1月17日，B站通报处理结果，表示网站已第一时间组织排查，下架相关内容，并对上传相关内容的账号进行了封禁，将账号信息报备至主管部门。之后，又有媒体曝光有男医生偷拍并在B站直播女患者私处。有网民在评论区表示，涉事医院为山东日照一医院。对此，院方回应疑似男医生直播妇科检查，目前警方已介入，正等待警方调查结果。1月18日晚，哔哩哔哩发布消息称，经内部核查，该直播间于1月15日直播过程中被多次警告及切断，随后被永久封禁。当晚，日照警方通报，警方于18时许将涉事医生厉某抓获，目前已立案，案件正在进一步侦查中。

## 数据泄露

### 疑遭快视频大量盗取视频及用户数据
2018年2月20日，奇虎360旗下视频APP“快视频”在未经up主允许的情况下，大量盗取bilibili的视频，甚至连up主的ID和视频下的评论也一并不经修改直接盗取。bilibili通过认证号“up主首席执事”发布《关于某视频App盗传稿件事件的公告》呼吁维权。同天，B站在发表了《关于用户反馈B站账号可以直接登录360快视频的调查结果》否认了“使用快视频登录输入B站账号密码后，B站账号会被异地登陆”和“用B站账号密码能直接登录360快视频”的传言。官方在知乎上声称：“至今为止，我们没有发现B站的用户账号信息被泄漏的证据。账号安全是我们工作的重中之重，我们还在继续排查各种可能性。”并表示可能是用户的360账号与bilibili账号使用了相同的用户名和密码导致了信息泄露。2月21日，bilibili正式向快视频发送律师函，要求快视频停止侵权行为，并向所有bilibili视频上传者及bilibili公开赔礼道歉。

### 2022年疑似数据泄露
据南方都市报报导，2022年7月6日，网络上流传一张暗网售卖2.2亿余B站用户信息的截图，数据包括用户帐号（UID）和手机号。7月7日，B站回应称数据泄露消息不实。

## bilibili其他争议

### 違法事件
2019年9月，繼大陸影音串流平台（OTT）愛奇藝遭質疑違法落地後，嗶哩嗶哩也被查證租用中華電信子公司是方電訊的伺服器，違法情節跟愛奇藝雷同；中華民國國家通訊傳播委員會（NCC）要求是方停止出租伺服器給嗶哩嗶哩。NCC代理發言人蕭祈宏表示，根據電信業者定型化契約規範通信內容不得違反國家安全、國家法令，NCC將據此要求是方停止租用伺服器給嗶哩嗶哩。

### 应用下架
2018年7月26日，在央视新闻报道B站存在“低俗内容”后，媒体报道bilibili客户端在中国多家应用市场中下架消失，小米应用商店中搜索会显示：“哔哩哔哩因内部优化修改，修改完成后将恢复下载服务”。26日23时许，中国网信网宣布，在中央网信办会同工信部、公安部、文化和旅游部、广电总局、全国“扫黄打非”办公室等五部门开展的网络短视频行业集中整治中，联合约谈“哔哩哔哩”“秒拍”“56视频”等16款网络短视频平台相关负责人，对其中12款平台作出应用商店下架处置，其中包括哔哩哔哩客户端。受约谈平台相关负责人均表示完全接受处罚、暂停更新相关频道、全面落实整改，履行企业主体责任。哔哩哔哩在随后也对此次事件发布官方声明，称将加强审核，全面进行内容整改。但截止2018年7月29日，官方尚无结束本次惩罚性下架的明确时间公布。虽然客户端被下架，但其官网（页面存档备份，存于）仍能下载到bilibili的最新客户端，以及在Google Play（页面存档备份，存于）（仅在部分地区提供）上下载精简了部分功能的bilibili海外版客户端，2018年8月26日，哔哩哔哩整改完成，恢复上架。

### 蔡徐坤事件
2019年4月12日消息，上海正策律师事务所发表官方微博称，上海正策律师事务所、上海天尚律师事务所受艺人蔡徐坤委托，向哔哩哔哩弹幕网信息网络传播视听节目许可证的注册公司上海宽娱数码科技有限公司发出律师函，原因为委托人蔡徐坤的相关影片片段在哔哩哔哩弹幕网上被众多网友严重恶搞，“存在大量严重侵犯委托人权利的内容”。对此，哔哩哔哩弹幕网表示已回复蔡徐坤委托发出的律师函。随后，B站涌出更多关于“蔡徐坤律师函”的各类作品。b站官方并没有对此进行阻止。然迄今事态未有进一步发展。。

### 后台代码泄露事件
2019年4月22日11时，ID为openbilibili的新注册用户在代码托管网站GitHub上发布了名为go-common的项目，描述为“哔哩哔哩 bilibili 网站后台工程 源码”，主要由Go语言编写。该项目迅速引来大量用户评论、分支、克隆及星标。当日17时许，该项目因过度使用网站资源被关闭公开访问，但此时已有至少6597次标星和6050次分支，在GitHub、GitLab等平台仍有大量备份项目或源码压缩包可供下载。4月24日凌晨2时，GitHub公布了来自bilibili的DMCA删除请求，原仓库的关闭理由也已相应修改。Bilibili在请求中的不规范行文引起网友热议。 同时，在网友对泄露源代码的截图中，出现了“抽獎不成功也要發送彈幕，概率20%造成一種很多人中獎的假象”等注释，以及与吳織亞切大忽悠事件有关的管理接口，并列举了“包子帝”等测试过滤器用的敏感词，也在部分代码中发现了包含膜蛤文化相关的内容。。

### 协助吴亦凡团队进行公关
2019年12月18日，B站UP主运营部总监皮力在“中国新文娱大会”上谈及吴亦凡歌曲《大碗宽面》时，表示吴亦凡团队借助“蔡徐坤篮球视频事件”将负面事件「洗白」，并承认B站在其中推波助澜。

### 虎子的后半生风波
2020年5月31日报道，“虎子的后半生”自称肺癌晚期四年半，母亲脑中风，父亲多年疾病缠身，家中拖欠几十万外债，在视频中泣不成声，获得大量网友、粉丝关注打赏。
而此后该UP主被曝出其日常出入高级餐厅、五星级酒店、游艇俱乐部，拥有豪车宝马，购买足疗技师服务，经常买到香烟和槟榔甚至用网友打赏的“救命钱”在三亚购置豪宅。
面对网上的各种质疑，该UP主强调自己的尊严不容践踏，是有些人的恶意抹黑，并解释了其中高级餐厅为中奖的免费“霸王餐”，同时贴出了病例及诊断。
随后大众点评公布调查回复其出入百余次高档餐厅中奖"霸王餐"为假，实际中奖次数只有个位数，UP主随后删除了中奖"霸王餐"的解释视频，但被网友完整保存。
一知乎用户指出，病历上的治疗药物有的会产生疼痛和恶心的副作用，胃口不可能这么好。而且肺部感染却没有咳嗽，「感觉像演出来的。」
有豆瓣用户根据其Bilibili视频平台收益计算，其打赏金额一天最高能达到15000多元，总收益至少数十万至百万元，而UP主在今日头条、西瓜视频等其他平台收益则未计入本次计算。
"编故事"、"演戏"事情曝光后，有网友表示“愿病魔早日战胜骗子”，也有网友认为事件不是“智商税”并继续相信打赏UP主。
而曾将该UP主推上首页做推荐内容的B站，也在虎子的后半生的主页上加了一行标注：「该UP主内容存在争议，请注意甄别视频内信息。」

#### Bilibili官方的声明
2020年6月3日，关于UP主“虎子的后半生”（UID：482201881）的内容争议的调查结果
1.经过《红星新闻》、《北京青年报》等媒体的记者在实地调查走访后，确认该用户是癌症晚期患者，不存在伪造病情的情况。
2.经B站后台核验，该用户在视频中的形象以及注册的身份证信息，与其个人病历的信息是一致的，不存在冒名顶替的情况。
有关该患者的更多生活细节及经济情况，媒体的报道如下：
报道一：《红星新闻》：B站抗癌UP主被质疑卖惨骗钱 医院：患肺癌好几年，复发正在治疗（页面存档备份，存于）
报道二：《北青深一度》： 被指“卖惨骗钱”的抗癌UP主：不是每一个癌症患者都是病怏怏的 | 深度报道（页面存档备份，存于）
报道三：《新京报》 ：网页链接（页面存档备份，存于）
媒体将继续对此事件进行跟踪调查，我们将密切关注后续发展。
我们坚决反对内容欺诈，但是也坚决反对网络暴力的行为。
我们还要提醒部分自媒体机构：对于社会事件未经严谨调查论证，就通过煽动舆论情绪来追求流量的行为，是不符合国家建设清朗网络空间的政策要求的，是一种伪装成正义的恶。

希望广大网友，在保持理性、客观态度的前提下，追求真相和正义。——哔哩哔哩社区小管家，哔哩哔哩动态 
（页面存档备份，存于）

#### 后续报道
由于此事涉及公众利益，真相不能缺位，需待有司调查甄别真伪，给大众一个明确交待。近年来，“网络募捐”频频曝出诈捐丑闻，令公众寒心，亦浪费了公益资源，损害到大众利益，很多人对“网络募捐”产生质疑，不愿再轻易捐赠了。因此，在平台已经向有关部门报备后，需要对其进行深入调查，研判是否有高消费、消费爱心、滥用善款等不当行为，及时向公众告知真相。

虎子的后半生在采访中表示其以25万的价格购入宝马汽车，个人欠贷8万左右，针对外界质疑为何不卖宝马看病，付申虎解释，“车卖了也没多少钱，加上看病、接送孩子还用得到”，所以他一直不同意妻子卖车。近日，他称，“在准备卖了”。被网友曝出的“三亚百万豪宅”。付申虎展示的房产证照片显示，该房屋位于三亚市吉阳区某小区，建筑面积81.99㎡，产权为妻子林某单独所有，登记时间为2016年。通过房屋租赁网站信息，该地段的均价在2.6万每平米。该小区的同户型多为2室2厅，挂售价格在180万左右。2018年付申虎在水滴筹平台发起众筹，筹款47101元但很快主动终止。报道中就此求证水滴筹方并得到确认。问及终止筹款的原因，他称自己“脸皮薄”，“捐款的都是亲戚朋友，不想牵扯到太多人”。大众点评账号被曝光后，B站有网友留言说自己曾微信向付申虎转账捐助500元。他承认接受过网友私下捐助，但总金额不到2000元，其他“99%都拒绝了”。对于平台的收益其称，今日头条打赏总额每月在两三千元左右，B站月收入“有时候两三千，有时候三四千”，最多的一个月有六千余元。在接受采访时，谈及总收入，他坚持自己从第一条视频发布至今，靠自媒体渠道赚了3万元左右。
媒体对虎子的后半生在Bilibili平台的充电打赏和播放收益分别做了计算，其他平台收益则未做入计算。
截至6月3日，当月共有10538名B站用户为他充过电。根据B站规则，每人每次充电量不得低于20个（等于2元），在扣除服务费后，他至少应获得14753.2元。
每1万的播放量收入约为20-30元，从去年12月到现在，虎子的后半生一共发布140多部视频，总播放量为3400万，按照上述比例换算，激励计划带来的收入约为7-10万元。另外时间财经也向B站方面求证虎子关于收入的说法，B站对此未予回复。
报道中一位打赏用户刘芊觉得自己的好意被糟践。“这很可笑，一些过着普通生活的人，支持一个生活条件挺好，开着宝马，还隔三差五吃火锅海鲜、去足浴城做足疗的人”。
不少人质疑付申虎是否拿着网友的好心钱去奢靡消费、去过富日子，而在虎子口中，拍自媒体视频更像一份工作，而工作则代表收益是应得的。这便产生了施舍与应得的悖论。要知道，“虎子”虽然说自己没有要求网友捐款，但是他在视频中拍摄的内容，还是引得许多人慷慨解囊。网友们对他进行赞赏，投币，目的很明确，就是希望这些钱能够帮助他战胜病魔。换句话来说，这些钱就是网友们对“虎子”的捐款。“虎子”既然没有把这些钱退回，就等同于接受了网友们的善意。我们都知道，捐款是有指定用途的，在这个意义上，“虎子”有必要向网友们解释他进行“高消费”的款项来源。在这个问题上，任何的含糊不清，都是对网友们爱心的践踏。过往的事实也证明了这一点。比如去年沸沸扬扬的“德云社吴鹤臣事件”。当时吴鹤臣因脑溢血住院。他的妻子在网上众筹100万元，但是在介绍情况时，刻意隐瞒了自己有两套房、一辆车的情况。再如，此前轰动一时，给无数人留下阴影的“罗一笑事件”，罗尔也是故意隐瞒了家庭收入。这些事情，连同“虎子”事件在内，在寒透了所有人的心的同时，也让人们开始质疑网络慈善的真假性。社会的信任也在一次又一次的“狼来了”的愚弄中，被无限透支。截止到6月28日，付申虎B站账号的“争议标识”(该 UP 主内容存在争议，请注意甄别视频内信息)仍在（已撤銷）。

#### 虎子去世
虎子已經於2020年10月6號清晨5點30分在海南去世。

### 吃播视频屏蔽事件
2020年8月，因应中共中央总书记习近平发出制止餐饮浪费行为的指示以及中国多家官媒发文宣传并批评吃播视频的有关乱象，哔哩哔哩与其他吃播视频较为集中的短视频与社交平台迅速跟进，封杀相关的视频和直播帐号，并屏蔽吃播、大胃王相关的搜索结果。自2020年8月13日起，在哔哩哔哩搜索的关键词包含“吃播”“大胃王”的内容，则会出现“珍惜粮食，合理饮食”的置顶温馨提示，且搜索结果只会出现公众号发布的节约粮食有关的新闻视频，而其他吃播视频相关的搜索结果不予显示。部分网民对视频网站强制屏蔽吃播相关搜索的措施表示不满。时至今日该限制仍未解除，且搜索上述二词时搜索建议亦无法显示。

### 馬保國視頻屏蔽事件
2020年11月28日，在人民日報發布文章“馬保國鬧劇，該立刻收場了”後數小時，嗶哩嗶哩平台迅速將關於馬保國的熱搜、視頻等內容撤下，屏蔽相關搜索結果。自2020年11月28日起，在嗶哩嗶哩搜索的關鍵詞包含“馬保國”的內容，只會出現一則關於限制馬保國內容的公告，且搜索結果只會出現人民日報所發布上述文章相關的視頻，而其他視頻相關的搜索結果不予顯示，引起部分網友不滿。但使用“保國”關鍵詞並“按時間排序”，仍然可以搜索到大量關於馬保國本人的視頻。2023年3月左右b站解除了对马保国相关内容的屏蔽。

### 服务器宕机
2021年7月13日晚22点50分左右，b站包括app、网页端在内的内容均突然无法访问，范围波及全球用户。7月14日凌晨，B站通过微博声称服务已经陆续恢复正常。随后官方向全体用户发放时长一天的大会员，但一部分用户领取了大会员补偿后发现了自己在不知情的情况下被开启了自动续费。

### 吴亦凡视频下架及屏蔽事件
2021年8月16日，受吴亦凡涉嫌强奸案影响，在吴亦凡被北京市朝阳区人民检察院批准逮捕后，B站等各大中国大陆网络平台分别下架了包括《有一个地方只有我们知道》《夏有乔木雅望天堂》《致青春·原来你还在这里》《七十二层奇楼》《潮流合伙人第一季》《中国新说唱》《中国有嘻哈》《向往的生活》第三季第7期和第8期、《王牌对王牌》第一季第1期等在内的近7000集吴亦凡参加的综艺节目。《bilibili最美的夜》跨年晚会点播此后也删除了出现吴亦凡的所有画面。与此同时有近190万条和吴亦凡相关的短视频被下架。自2021年8月16日起，B站直接将“吴亦凡”列为敏感词，搜索该词时不显示任何搜索自动建议。除有关吴亦凡被拘捕的官方新闻外，凡是视频标题、tag中带有“吴亦凡”三个字的均不予审核通过，以前发布的标题、标签、简介带有敏感词的视频均以“不适宜内容”为由做下架或锁定处理。在B站搜索包含“吴亦凡”及相关作品（如“大碗宽面”）的关键词，则只会显示有关吴亦凡被拘捕的官方新闻，且同样没有搜索建议列表，而其他搜索结果则不予显示（如果“按时间排序”则不会显示任何搜索结果），引起少数网友不满。

### 員工被指加班猝死
網傳B站有審核崗的員工因加班於2022年2月4日猝死，B站發文指的確有該公司的員工死亡，但死前不存在加班，作息正常，因2022年2月4日其在家中感覺不適，在送醫後因腦出血不治身亡。

### 侮辱女性
2020年4月28日，Bilibili的vtuber活动《这个五一，D你就够了》的广告中出现“共产共妻”四字。
2021年初，Bilibili因上架動畫《無職轉生》引發激烈輿論風波。該動漫被指含有物化女性的情節，激起部分網友反感，批評Bilibili長期縱容「軟色情」及不尊重女性的內容。隨後，豆瓣的「鵝組」成員呼籲抵制Bilibili，針對合作品牌進行施壓，並組織向網信辦舉報Bilibili，而后悠珂思、视客眼镜、苏菲、诗佩妮在内的多个品牌都相继宣布，终止与Bilibili合作。

### 直播主播因未成年观众打赏被退回而被收回打赏金额
2022年6月28日，多名在bilibili运营直播的主播收到运营方通知，由于有申请者以进行观看打赏的观众为未成年为由申请退款，运营方从预存在平台的打赏金额倒扣，用于退回给作为未成年观众监护人的申请者，部分主播的预存金额被扣至负数，变成负债于运营方，令主播蒙受经济损失（除了平台上的预存金额，还有主播在被打赏后会在平台外赠送实物礼品给观众）和精神伤害。bilibili没有对此事进行进一步的解释。主播在此前后也提醒未成年观众不要打赏，但也坦言无法确认打赏观众是否存在未成年。由于2022年5月，中央文明办、文化和旅游部、国家广播电视总局、国家互联网信息办公室联合发布《关于规范网络直播打赏 加强未成年人保护的意见》，禁止未成年用户给直播主播进行资金打赏，bilibili提出使用包括“青少年模式”不提供直播打赏功能、用户可以以未成年人监护人身份申请打赏退款来响应，但由于“青少年模式”存在灰色状态（没有强制认证，而且可以故意不进行身份认证从而保留有打赏功能），平台方对申请人的身份审核问题，退款存在可以滥用的漏洞。

### 內部腐敗問題
根據bilibili在2023年5月29日給員工發布的內部郵件，Bilibili電商平臺部員工莊雅晴因侵占公司資產，數額巨大，情節特別嚴重經公司內部決定，已報警處理並開除該員工。bilibili以對相關非法所得進行追繳並配合公安機關的後續行動。

### 畫質壓縮事件
2024年10月8日，B站UP主影视飓风發布標題名為《清晰度不如4年前！视频变糊是你的错觉吗？》的影片，指責平台為了降低流量費用支出，通過降低視頻碼率，改變編碼格式等方式，壓縮博主上傳的視頻畫質。隨即因多方原因，下架相關影片。

### 员工恶意植入代码事件
2025年1月，Bilibili员工倪袁成在B站网页版中加载恶意代码，被攻击的账号在点击任何视频后被替换为空白页，并不断跳出“你的账号已被封禁”的红字，甚至威胁用户。倪袁成是B站持有专利“视频播放方法、装置、计算机设备及存储介质”的发明人之一，其恶意植入代码的原因是他看到某UP主的观点不满，并熟悉该UP主家庭地址、宽带服务商等信息。1月16日，B站对其行为进行了开除处理，同时内部通报批评、处罚相关主管人员，对受害的用户补偿一年大会员。1月21日，B站回应称已修复漏洞。

### 起诉蓝点网事件
2025年6月11日，科技网站蓝点网在X平台发贴声称，在未经过任何警告和沟通的情况下直接收到了来自B站起诉的法院发过来的立案民事诉讼书，要求删除和赔偿蓝点网转发Bilidown下载器的贴文。截至6月12日B站方面暂无回应。